# Lista de vice-prefeitos de Belém
Está é a Lista de vice-prefeitos de Belém, capital do estado brasileiro do Pará.

## Vice-prefeitos
| N°   | Vice-prefeito    | Imagem                                       | Partido    | Partido                                          | Prefeito           | Início do Mandato        | Fim do Mandato         | Notas | Ref.  |
| ---- | ---------------- | -------------------------------------------- | ---------- | ------------------------------------------------ | ------------------ | ------------------------ | ---------------------- | --- | ----- |
| 1.º  | Fernando Velasco |                                              |            | Partido do Movimento Democrático Brasileiro PMDB | Coutinho Jorge     | 1.º de janeiro de 1986   | 31 de janeiro de 1987  | Vice-prefeito eleito em sufrágio universal, renunciou ao mandato em 31 de janeiro de 1987 para assumir uma cadeira na Câmara dos Deputados do Brasil. | [ 1 ] |
| -    | Cargo Vago       | Cargo Vago                                   | Cargo Vago | Cargo Vago                                       | Coutinho Jorge     | 1.º de fevereiro de 1987 | 31 de dezembro de 1988 | Vacância do cargo em função da renúncia do vice-prefeito.                                                                                             |       |
| 2.º  | Augusto Rezende  |                                              |            | Partido Democrático Social PDS                   | Sahid Xerfan       | 1.º de janeiro de 1989   | 2 de abril de 1990     | Vice-prefeito eleito em sufrágio universal. |       |
| -    | Cargo Vago       | Cargo Vago                                   | Cargo Vago | Cargo Vago                                       | Augusto Rezende    | 3 de abril de 1990       | 31 de dezembro de 1992 | Vacância do cargo em função da renúncia do prefeito e ascensão do vice no cargo de titular.                                                           |       |
| 3.º  | Aldebaro Klautau |                                              |            | Partido Trabalhista Renovador PTR                | Hélio Gueiros      | 1.º de janeiro de 1993   | 31 de dezembro de 1996 | Vice-prefeito eleito em sufrágio universal. |       |
| 3.º  | Aldebaro Klautau | Partido da Social Democracia Brasileira PSDB |            |                                                  | Hélio Gueiros      | 1.º de janeiro de 1993   | 31 de dezembro de 1996 | Vice-prefeito eleito em sufrágio universal. |       |
| 4.º  | Ana Júlia Carepa |                                              |            | Partido dos Trabalhadores PT                     | Edmilson Rodrigues | 1.º de janeiro de 1997   | 31 de dezembro de 2000 | Vice-prefeita eleita em sufrágio universal. | [ 2 ] |
| 5.º  | Valdir Ganzer    |                                              |            | Partido dos Trabalhadores PT                     | Edmilson Rodrigues | 1.º de janeiro de 2001   | 31 de dezembro de 2004 | Vice-prefeito eleito em sufrágio universal. | [ 3 ] |
| 6.º  | Manoel Pioneiro  |                                              |            | Partido da Social Democracia Brasileira PSDB     | Duciomar Costa     | 1.º de janeiro de 2005   | 31 de janeiro de 2007  | Vice-prefeito eleito em sufrágio universal, renunciou ao mandato em 31 de janeiro de 2007 para assumir uma cadeira na Assembleia Legislativa do Pará. |       |
| -    | Cargo Vago       | Cargo Vago                                   | Cargo Vago | Cargo Vago                                       | Duciomar Costa     | 1.º de fevereiro de 2007 | 31 de dezembro de 2008 | Vacância do cargo em função da renúncia do vice-prefeito.                                                                                             |       |
| 7.º  | Anivaldo Vale    |                                              |            | Partido da República PR                          | Duciomar Costa     | 1.º de janeiro de 2009   | 31 de dezembro de 2012 | Vice-prefeito eleito em sufrágio universal. | [ 4 ] |
| 8.º  | Karla Martins    |                                              |            | Partido Socialista Brasileiro PSB                | Zenaldo Coutinho   | 1.º de janeiro de 2013   | 31 de dezembro de 2016 | Vice-prefeita eleita em sufrágio universal. | [ 5 ] |
| 9.º  | Orlando Reis     |                                              |            | Partido Socialista Brasileiro PSB                | Zenaldo Coutinho   | 1.º de janeiro de 2017   | 31 de dezembro de 2020 | Vice-prefeito eleito em sufrágio universal. | [ 6 ] |
| 9.º  | Orlando Reis     | Movimento Democrático Brasileiro MDB         |            |                                                  | Zenaldo Coutinho   | 1.º de janeiro de 2017   | 31 de dezembro de 2020 | Vice-prefeito eleito em sufrágio universal. | [ 6 ] |
| 10.º | Edilson Moura    |                                              |            | Partido dos Trabalhadores PT                     | Edmilson Rodrigues | 1.º de janeiro de 2021   | 31 de dezembro de 2024 | Vice-prefeito eleito em sufrágio universal. | [ 7 ] |
| 11.º | Cássio Andrade   |                                              |            | Movimento Democrático Brasileiro MDB             | Igor Normando      | 1.º de janeiro de 2025   | atualidade             | Vice-prefeito eleito em sufrágio universal. | [ 8 ] |